# Upplands runinskrifter 456
Upplands runinskrifter 456 är en vikingatida runsten av blågrå skiffrig stenart i Tollsta, Odensala socken och Sigtuna kommun. Runstenen är 1 meter hög och 0,7 meter bred. Runhöjden är 6-7 centimeter.

## Inskriften
Translitterering av runraden:
[iku-]... ... ...(r)(b)iarn · litu · kiara · bru (a)t · þia(k)n · (f)(a)[þur] ...
Normalisering till runsvenska:
Ing... ... [Þo]rbiorn letu gæra bro at Þiagn, faður [sinn].
Översättning till nusvenska:
Ing- ... Torbjörn läto göra bron efter Tägn, sin fader ...
Det första namnet i inskriften kan vara "Ingvar".